# Беттіна Бюнге
Беттіна Бюнге (нім. Bettina Bunge, нар. 13 червня 1963) — колишня німецька тенісистка. Була однією з групи успішних німецьких тенісисток 1980-х років поряд з Штеффі Граф, Клаудією Коде-Кільш, Сільвією Ганіка та Евою Пфафф.
Здобула чотири одиночні та чотири парні титули туру WTA.
Найвищу одиночну позицію світового рейтингу — 6 місце досягнула 28 березня 1983, парну — 17 місце — 19 січня 1987 року.
Завершила кар'єру 1989 року.

## Фінали турнірів WTA

### Одиночний розряд: 13 (4–9)
| Перемога — Легенда                |
| --------------------------------- |
| Турніри Великого шолома (0–0)     |
| Турніри WTA Tour (0–0)            |
| Virginia Slims, Avon, other (4–9) |

| Фінали за покриттям |
| ------------------- |
| Тверде (0–2)        |
| Трава (0–1)         |
| Ґрунт (1–1)         |
| Килим (3–5)         |

| Результат | W/L | Дата | Турнір                               | Покриття  | Опонент             | Рахунок       |
| --------- | --- | ---- | ------------------------------------ | --------- | ------------------- | ------------- |
| Поразка   | 0–1 | 1979 | Торонто, Канада                      | Килим (i) | Барбара Поттер      | 1–6, 4–6      |
| Поразка   | 0–2 | 1979 | New South Wales Open 1979, Австралія | Трава     | Гана Мандлікова     | 3–6, 6–3, 3–6 |
| Поразка   | 0–3 | 1980 | Стокгольм, Швеція                    | Килим (i) | Гана Мандлікова     | 2–6, 2–6      |
| Поразка   | 0–4 | 1981 | Х'юстон, U.S.                        | Килим (i) | Гана Мандлікова     | 4–6, 4–6      |
| Поразка   | 0–5 | 1981 | Toray Pan Pacific Open, Японія       | Килим (i) | Енн Кійомура        | 4–6, 5–7      |
| Поразка   | 0–6 | 1981 | Eckerd Open, U.S.                    | Тверде    | Мартіна Навратілова | 7–5, 2–6, 0–6 |
| Поразка   | 0–7 | 1982 | Cincinnati, U.S.                     | Килим (i) | Барбара Поттер      | 4–6, 6–7(3–7) |
| Перемога  | 1–7 | 1982 | Х'юстон, США                         | Килим (i) | Пем Шрайвер         | 6–2, 3–6, 6–2 |
| Перемога  | 2–7 | 1982 | German Open, Західна Німеччина       | Ґрунт     | Кеті Ріналді        | 6–2, 6–2      |
| Поразка   | 2–8 | 1982 | Мава, U.S.                           | Тверде    | Лей-Енн Томпсон     | 6–7(4–7), 3–6 |
| Перемога  | 3–8 | 1982 | Токіо, Японія                        | Килим (i) | Барбара Поттер      | 7–6, 6–2      |
| Перемога  | 4–8 | 1983 | Silicon Valley Classic, U.S.         | Килим (i) | Сільвія Ганіка      | 6–3, 6–3      |
| Поразка   | 4–9 | 1987 | Knokke, Бельгія                      | Ґрунт     | Кетлін Горват       | 1–6, 6–7(5–7) |

### Парний розряд: 10 (4–6)
| Перемога — Легенда                |
| --------------------------------- |
| Турніри Великого шолома (0–0)     |
| Турніри WTA Tour (0–0)            |
| Virginia Slims, Avon, other (4–6) |

| Фінали за покриттям |
| ------------------- |
| Тверде 0–1)         |
| Трава (0–1)         |
| Ґрунт (3–2)         |
| Килим (1–2)         |

| Результат | Ранг | Дата | Турнір                          | Покриття   | Партнер            | Опоненти                         | Рахунок            |
| --------- | ---- | ---- | ------------------------------- | ---------- | ------------------ | -------------------------------- | ------------------ |
| Поразка   | 1.   | 1982 | German Open                     | Ґрунт      | Клаудія Коде-Кільш | Liz Gordon Беверлі Моулд         | 3–6, 4–6           |
| Перемога  | 1.   | 1983 | WTA Hamburg                     | Ґрунт      | Клаудія Коде-Кільш | Іванна Мадруга Катрін Танв'є     | 7–5, 6–4           |
| Перемога  | 2.   | 1983 | Freiburg                        | Ґрунт      | Ева Пфафф          | Ivanna Madruga Емілсе Лонго      | 6–1, 6–2           |
| Поразка   | 2.   | 1984 | LA Women's Tennis Championships | Тверде (i) | Ева Пфафф          | Кріс Еверт-Lloyd Венді Тернбулл  | 2–6, 4–6           |
| Поразка   | 3.   | 1984 | Porsche Tennis Grand Prix       | Килим (i)  | Ева Пфафф          | Клаудія Коде-Кільш Гелена Сукова | 2–6, 6–4, 3–6      |
| Поразка   | 4.   | 1984 | Брисбейн                        | Трава      | Ева Пфафф          | Мартіна Навратілова Пем Шрайвер  | 3–6, 2–6           |
| Поразка   | 5.   | 1985 | WTA Swiss Open                  | Ґрунт      | Ева Пфафф          | Бонні Гадушек Гелена Сукова      | 2–6, 4–6           |
| Перемога  | 3.   | 1986 | Toray Pan Pacific Open          | Килим (i)  | Штеффі Граф        | Катарина Малеєва Мануела Малеєва | 6–1, 6–7(4–7), 6–2 |
| Перемога  | 4.   | 1987 | Knokke                          | Ґрунт      | Мануела Малеєва    | Кетлін Горват Марселла Мескер    | 4–6, 6–4, 6–4      |
| Поразка   | 6.   | 1987 | Worcester                       | Килим (i)  | Ева Пфафф          | Еліз Берджін Розалін Феербенк    | 4–6, 4–6           |

## Виступи в одиночних турнірах Великого шолома
| Турнір                                 | 1978  | 1979  | 1980  | 1981  | 1982  | 1983  | 1984  | 1985  | 1986  | 1987  | 1988  | 1989  | Career SR |
| -------------------------------------- | ----- | ----- | ----- | ----- | ----- | ----- | ----- | ----- | ----- | ----- | ----- | ----- | --------- |
| Відкритий чемпіонат Австралії з тенісу |       |       | 1р    | R16   |       |       | 2р    | 1р    | НП    |       |       |       | 0 / 4     |
| Відкритий чемпіонат Франції з тенісу   |       | R16   | R16   | R16   | 2р    | 2р    | 3р    | 3р    | 2р    |       |       |       | 0 / 8     |
| Вімблдонський турнір                   |       | 2р    | 3р    | 2р    | ПФ    | 1р    | 3р    | 3р    | ЧФ    | 3р    |       |       | 0 / 9     |
| Відкритий чемпіонат США з тенісу       | 3р    | 1р    | 3р    | R16   | 3р    |       | 3р    | 1р    | 2р    | R16   |       |       | 0 / 9     |
| SR                                     | 0 / 1 | 0 / 3 | 0 / 4 | 0 / 4 | 0 / 3 | 0 / 2 | 0 / 4 | 0 / 4 | 0 / 3 | 0 / 2 | 0 / 0 | 0 / 0 | 0 / 30    |
| Рейтинг на кінець року                 | 105   | 32    | 19    | 9     | 9     | 7     | 21    | 23    | 12    | 15    | NR    | 71    |           |